# Nyctiophylax coalitus
Nyctiophylax coalitus is een fossiele soort schietmot uit de familie Polycentropodidae.